# 李光文 (足球运动员)
李光文（리광문，1991年6月20日—），曾用名李光，男，朝鲜族，中国足球运动员，现效力中国足球超级联赛球队长春亚泰，司职后腰。

## 俱乐部生涯
2011年，李光文被提升进入长春亚泰一线队，但在该赛季未能得到出场机会。2012年8月10日，他在长春亚泰客场0比0战平贵州人和第72分钟替补王栋出场，第一次在职业联赛亮相。 此后，他还在该赛季长春亚泰客场4比0击败北京国安足球俱乐部、主场2比1击败广州富力和客场1比0击败天津泰达的伤停补时阶段得到出场机会。

## 个人生活
李光文的双胞胎弟弟李尚文也是足球运动员，两人现在一同效力于长春亚泰。